# Melanargia addenda
Melanargia addenda är en fjärilsart som beskrevs av Roger Grund 1908. Melanargia addenda ingår i släktet Melanargia och familjen praktfjärilar. Inga underarter finns listade i Catalogue of Life.